# فردریک استاینکمپ
فردریک استاینکمپ (انگلیسی: Fredric Steinkamp؛ ۲۲ اوت ۱۹۲۸ – ۲۰ فوریهٔ ۲۰۰۲) یک تدوین‌گر اهل ایالات متحده آمریکا بود. وی بین سال‌های ۱۹۶۰ تا ۱۹۹۵ میلادی فعالیت می‌کرد.
وی در سال ۱۹۶۶ میلادی، بابت تدوین فیلم «جایزه بزرگ»، برندهٔ جایزه اسکار بهترین تدوین شد.

## گزیدهٔ آثار
- سابرینا (۱۹۹۵)
- شب‌های روشن (۱۹۸۵)
- خارج از آفریقا (۱۹۸۵)
- توتسی (۱۹۸۲)
- سه روز کرکس (۱۹۷۵)
- مگر آن‌ها اسب‌ها را خلاص نمی‌کنند؟ (۱۹۶۹)
- جایزه بزرگ (۱۹۶۶)
- ماجراهای هاکلبری فین (۱۹۶۰)